# J. J. Hickson
J. J. Hickson (Atlanta, Georgia, 4. rujna 1988.) američki je profesionalni košarkaš. Igra na poziciji krilnog centra, a trenutačno je član NBA momčadi Cleveland Cavaliersa. Izabran je u 1. krugu (19. ukupno) NBA drafta 2008. od strane istoimene momčadi. 

## Srednja škola
Hickson je pohađao srednju školu "Joseph Wheeler High School." Izabran je u McDonald's All-American momčad. 2006. odveo je svoju momčad do 5A polufinala.

## Sveučilište
Hickson je na sveučilištu North Carolina State proveo samo jednu sezonu. Kao freshman je u svojoj prvoj utakmici postigao je 31 poen. Kasnije je u sezoni postigao je učinak karijere od 33 poena. Hickson je više puta izabran za ACC Rookiea tjedna. Sedam puta postigao je 20 ili više poena i ostvario 10 double-double učinaka. Postavio je ACC rekord od 23 skokova u jednoj utakmici. Tome je još pridodao 13 poena i 4 blokade. Protiv sveučilišta Western Carolina izjednačio je svoj učinak karijere od 33 poena i tome pridodao 13 skokova. U prvom krugu ACC natjecanja protiv sveučilišta iz Miamija postigao je 27 poena i 14 skokova. Tijekom sezone prosječno je postizao 14.8 poena i 8.5 skokova. Izabran je u ACC All-Freshman momčad.

## NBA

### NBA ljetna liga
Tijekom NBA Ljetne lige prosječno je postizao 19.4 poena, 7.8 skokova, 1.8 asistencija i 1.2 blokade. 

### Sezona 2008./09.
U svojoj prvoj utakmici protiv Charlotte Bobcatsa postigao je četiri poena. Hickson je 26. studenog 2008. u utakmici protiv Oklahome ostvario učinak karijere od 14 poena, 6 skokova i 4 blokade. 13. siječnja 2009. u utakmici protiv Grizzliesa ostvario je učinak karijere od 7 skokova, a 24. veljače ponovno protiv Grizzliesa postavio je novi-stari rekord karijere od 9 skokova.

## Vanjske poveznice
- Profil na NBA.com
- Profil[neaktivna poveznica] na sveučilištu